# 9111 Матараццо
9111 Матараццо (9111 Matarazzo) — астероїд головного поясу, відкритий 28 січня 1997 року.
Тіссеранів параметр щодо Юпітера — 3,564.